# La Confiance
Pour les articles homonymes, voir Confiance (homonymie).
La Confiance est une petite corvette à trois-mâts, armée de 18 canons, lancée à Bordeaux en 1799, célèbre pour être le navire avec lequel Robert Surcouf s'empare du Kent. Capturée par les Britanniques, elle sert ensuite dans la Royal Navy et prend part à plusieurs engagements notables.

## Construction et conception
La Confiance est conçue et construite à Bordeaux pour la guerre de course en 1797. Elle est commandée par un riche armateur de la ville, Jacques Conte, qui crée en avril 1799 une maison de commerce vouée aux expéditions corsaires dans l'océan Indien, en association avec Jacques Tabois et Étienne-Jean Dubois. Le constructeur est Pierre Guibert, ancien sous-ingénieur de la marine royale. À son lancement, le 4 décembre 1797, le navire chavire et doit être redressé . Après cet accident qui l'endommage, il est remis en état en avril 1798.
C'est un navire de  364 tonneaux, d'une longueur à la flottaison de 28 mètres, avec un maître bau de 8,60 mètres. Il a douze sabords sur chaque bord et deux à l’arrière.
La Confiance est armée en mai 1799 et envoyée à l'Île de France (actuelle île Maurice) pour la course ou pour la traite.

## Carrière française

### Croisière sous Arnaud Taudin
La Confiance appareille de Bordeaux le 16 mai 1799 à destination de l'île Maurice, sous le commandement du capitaine Arnaud Taudin, ayant à son bord les deux associés de l'armateur (Jacques Tabois et Étienne-Jean Dubois), avec un chargement de diverses marchandises, dont du vin et de l'eau-de-vie. Le voilier arrive sans encombre à Port-Louis le 18 août. Après une première mission corsaire sous le commandement de Taudin qui rapporte trois navires anglais, Tabois et Dubois sollicitent Robert Surcouf, dont le brick La Clarisse est en carénage, pour lui confier le commandement de La Confiance. Le second capitaine est Joachim Drieu, lequel tient un journal qui  a été conservé. Le bâtiment appareille de l'île de France le 10 mai 1800, avec 250 hommes.

### Croisière sous Robert Surcouf
La Confiance profite de la mousson pour gagner Java et le golfe du Bengale. Après six semaines de croisière, elle capture sans combat le trois-mâts marchand américain Alknomack, jaugeant 350 tonneaux et armé de 14 canons, et fuit la frégate de guerre américaine Essex. En août, Surcouf croise en mer un capitaine danois qui lui sert d'indicateur, et réoriente sa course vers la côte malaise et la côte de Coromandel suivant les renseignements de son espion.
Le 19 septembre, elle capture le Praise, un trois-mâts de 800 tonneaux, chargé de riz et de rhum. Le 22 septembre, elle prend un brick anglais (de tonnage et de dénomination inconnus) puis, le 24 septembre, l’Harriet (ou Ariette, trois-mâts jaugeant 400 tonneaux, chargé de riz et de sucre). Le 26 septembre, la Confiance capture un petit brick danois. Surcouf en enlève la cargaison de riz et l'envoie en cartel avec ses prisonniers britanniques. Le 30 septembre, elle capture encore le Tiger, de 500 tonneaux.
Le 2 octobre, Surcouf capture l’Union, de 450 tonneaux. Deux jours plus tard, il prend deux navires, la Charlotte de 400 tonneaux, et la Rebecca de 450 tonneaux.

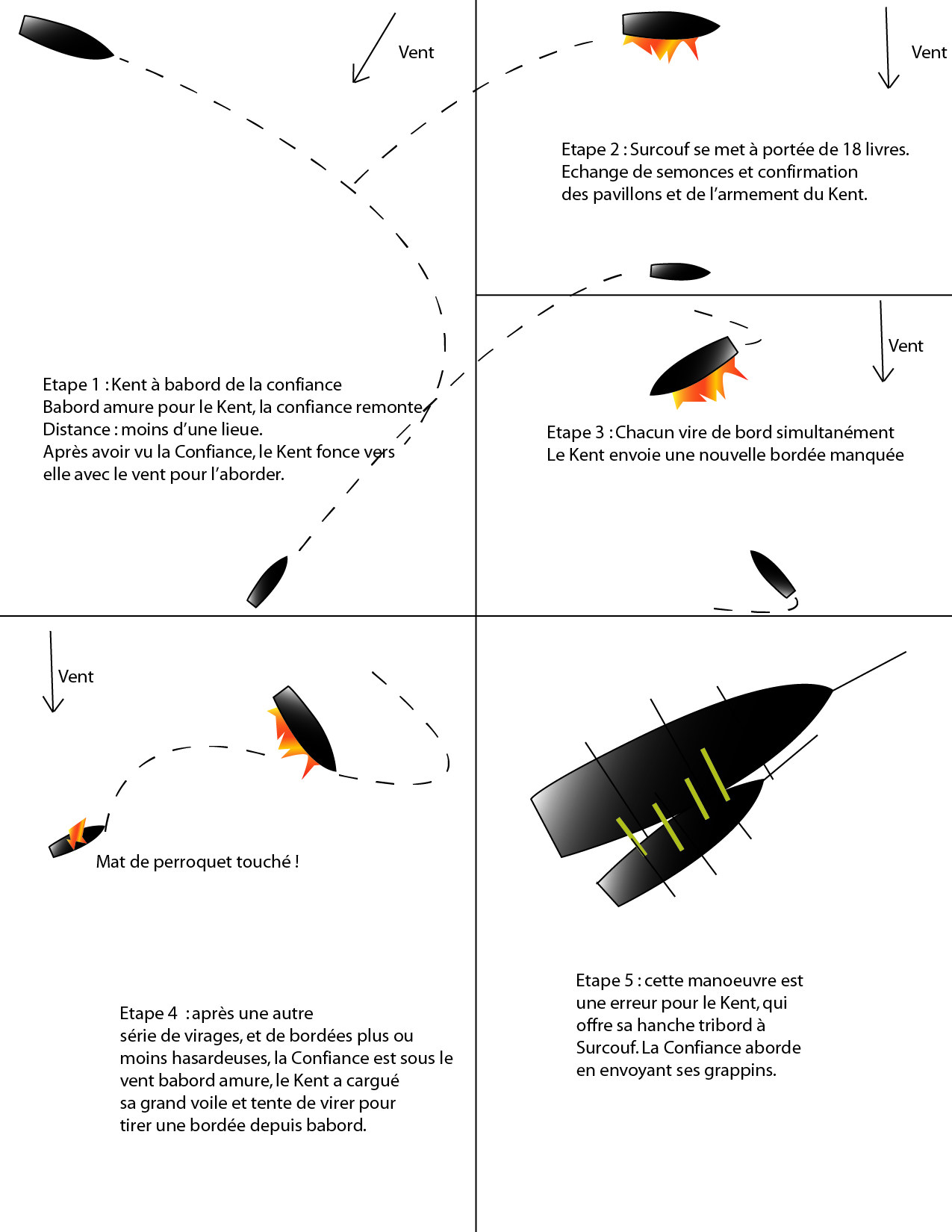
Déroulement de la prise du Kent

### La prise du Kent
Le 7 octobre, la Confiance rencontre l'indiaman Kent, commandé par le capitaine Rivington, 1 200 tonneaux, 40 canons, chargé de 450 personnes. Évitant un duel d'artillerie qui lui serait défavorable, Surcouf aborde le Kent par sa hanche tribord et monte à l'abordage. Après une heure et demie de combat les Français prennent le contrôle du Kent. Le Français Louis Garneray, qui se trouve à bord comme enseigne, en fait le récit et immortalise la scène par une de ses plus célèbres peintures.
Les prises de la Confiance sont évaluées à 200 millions de livres (dont 100 millions pour le Kent) de mai à novembre 1800.
En 1801, la Confiance voit son équipage réduit à 89 hommes et voyage en aventurier vers La Rochelle, chargée de marchandises coloniales. En route, Surcouf fait encore un certain nombre de prises, notamment le navire portugais Ebre, armé de 18 carronades de 12 livres et d'un équipage de 60 hommes; Surcouf la relâche contre une rançon de 10 000 piastres après avoir échangé son grand mât contre celui de la Confiance, qui était endommagé. Sur la route du retour il échappe à plusieurs navires anglais.
Après son retour en France, à La Rochelle, le 13 avril 1801, la Confiance est utilisée comme navire marchand, commandée par Paul Castanet à partir de mai 1802, pour le commerce et la traite négrière sur la côte du Mozambique. Cinq cent seize esclaves sont vendus à Port-Louis, le 28 octobre 1801. Un autre expédition négrière se termine à Paramaribo, en Guyane néerlandaise, où le capitaine Castagnet vend ses esclaves à Paramaribo, détourne les 3/4 de l’argent à son profit et part s’installer à New York. Roque, son second, ramène le bateau avec une cargaison de sucre et de café. Chassée par les Anglais, la Confiance doit mouiller à Muros, en Espagne. Le navire est vendu à un autre armateur bordelais (Gramont, Chegaray & Cie).
Le chant de gaillard d'avant « Au 31 du mois d'août » est basée sur cette bataille (bien que la date du 31 août ne correspondent pas à la date réelle de capture du 7 octobre).

## Carrière britannique

### Capture
Fin 1803, la Confiance sert à Muros, en Espagne, commandée d'abord par le capitaine Roque, puis par le capitaine Papin. Le 4 juin 1805, la frégate HMS Loire attaque Muros et capture la Confiance, ainsi que sa conserve, le Bélier. La Loire perd 9 hommes de son équipage, blessés par le feu d'une batterie de défense côtière, et six hommes de sa compagnie de débarquement, blessés pendant la prise du fort, de la batterie et des deux navires. Les Espagnols ont 12 tués, y compris le commandant du fort et le second de la Confiance, et 30 blessés, y compris l'essentiel de l'état-major de la Confiance. Le capitaine Frederick Maitland, commandant la Loire, écrit dans son rapport que la Confiance est "un navire très adapté au service de sa Majesté ; qu'elle est considérée comme une excellente marcheuse; qu'elle était prête à partir en quelques jours pour l'Inde, avec un équipage de 300 hommes". Maitland incendie le Bélier, qu'il décrit comme bon pour la mer, et « destiné à croiser à l'ouest de Clear Island ».
L'affrontement conduit à la promotion du Lieutenant James Lucas Yeo (en), commandant de la compagnie de débarquement, au grade de capitaine de frégate. Le Lloyd's Patriotic Fund (en) gratifie Maitland d'une épée d'une valeur de 150 guinées, et les lieutenants Yeo et Mallock d'épées valant 50 guinées.

### HMSConfiance
Les Britanniques mettent la Confiance en service dans la Royal Navy en juin en tant que sloop de 18 canons, confié au commandement du capitaine de frégate James Lucas Yeo, fraîchement promu, pour patrouiller dans la Manche. La Confiance garde son statut de sloop jusqu'en 1807, où l'Amirauté la reclasse comme navire de 6e rang (équivalent à une corvette dans la marine française). Elle reste à Plymouth du 19 juin au 14 mars 1806 pour armement. Les Britanniques mesurent la Confiance et en reconstituent les plans.
HMS Confiance partage avec HMS Hero, Iris et Révolutionnaire les bénéfices de la recapture de la goélette Monarch, le 11 janvier 1807
Le 18 août, alors que HMS Confiance se rendait à Oporto, Yeo est informé que le petit lougre corsaire espagnol Reitrada, actif le long des côtes du Portugal, est au mouillage à La Guardia. Yeo y envoie sa compagnie de débarquement dans la drome de la Confiance. Elle capture le lougre, armé d'un canon de 12 livres et de deux de 4 livres, et doté d'un équipage de 30 hommes. Les Espagnols ont un homme tué, plusieurs blessés, et le reste de l'équipage s'enfuit par-dessus bord. Le corsaire s'était ancré sous la protection des canons de deux forts qui ouvrent le feu sur les canots britanniques. L'un des forts avait quatre canons de 24 livres, et l'autre six de 18, ainsi que 150 soldats en tout. Malgré la canonnade, les Britanniques n'ont aucune perte.
HMS Confiance se rend en Portugal le 16 janvier 1808. Les Français ayant capturé Lisbonne, la Royal Navy fait le blocus du Tage, où le début de la guerre Anglo-russe bloque une escadre de navires russes, commandée par le Vice-amiral Dimitri Sényavine. HMS Confiance est au large du Tage le 13 février et envoie son cotre et sa chaloupe, avec 15 hommes sous le commandement du Premier maître R. Trist, pour y surveiller les abords, pour le cas où Sényavine mettrait à la voile. Trist observe une canonnière française à l'ancre sous les canons du fort San Pedro, entre les forts Belem et Julian. Il attaque immédiatement, et capture la Canonnière no 1, armée d'un canon de 24 livres et de deux carronades de 6 livres. Elle contient des armes pour 100 personnes et un équipage de 50 hommes sous le commandement de l'enseigne de vaisseau Gandolphe. Les Britanniques n'ont aucune perte; les Français perdent trois hommes et ont neuf blessés. Trist, qui avait passé son examen de lieutenant de vaisseau l'année précédente, est promu à ce grade en récompense de son exploit. En 1847, l'Amirauté distribue une Naval General Service Medal (NGSM) avec l'inscription « 13 Feb. Boat Service 1808 » à tous les survivants de l'affrontement.
HMS Confiance se rend ensuite à Rio de Janeiro, au Brésil. Le 14 janvier 1809, HMS Confiance participe à la prise de Cayenne.
Le commandant en chef de la station de la Royal Navy au Brésil, l'Amiral Sir Sidney Smith, autorise Yeo à monter une opération contre les Français. Yeo prend HMS Confiance, deux bricks portugais armé, un brick portugais sans arme, un cotre portugais et entre 400 et 500 soldats portugais, et se rend à Oyapoc, en Guyane française, qu'il capture le 8 décembre 180. Les navires portugais sont le Voador (24 canons), le Vingança (18 canons), l'Infanta don Pedro et le Leio. Une semaine plus tard, ils capturent Appruague.
Encouragés par ces premières victoires faciles, Yeo et le commandant portugais décident alors d'attaquer Cayenne. Ils capturent trois forts et battent les forces françaises commandées par le gouverneur Victor Hugues. Les Britanniques perdent un homme, et ont 23 blessés.
Le 13 janvier 1809, alors qu'Yeo est à terre avec les trois quarts de son équipage, la frégate française Topaze approche de Cayenne. Chargée de farine, elle a l'ordre d'éviter le combat, mais les Britanniques ne le savent pas. Le Midship G. Yeo, frère de James Yeo, un autre midshipman, les 25 hommes restant à bord de la Confiance, et une vingtaine de Noirs locaux que les midships ont recrutés, mettent à la voile pour intercepter le Topaze. Supposant au comportement du sloop qu'il a des renforts à proximité prêts à intervenir, la frégate française rompt le contact. Quelques jours plus tard, HMS Cleopatra capture le Topaze.
Le roi George III fait James Yeo Chevalier en 1810. En 1847, l'Amirauté distribue une Naval General Service Medal avec l'inscription « Confiance 14 Jany. 1809 » à tous les survivants de l'opération.

## Fin
Les Commissaires de la Royal Navy mettent le HMS Confiance, « sloop de 560 tonnes de charge », en vente à Deptfort, le 22 décembre 1810. Elle trouve acquéreur le jour même. Il semble qu'elle ait servi de navire marchand au moins jusqu'en 1816.